# Брајтберн
Брајтберн (енгл. Brightburn) је амерички суперхеројски хорор филм из 2019. године режисера Дејвида Јаровеског, са Елизабет Бенкс, Дејвидом Денманом и Џексоном Даном у главним улогама. Радња филма прати Брендона Брајера, младог дечака ванземаљског порекла који је одрастао на земљи, и којег након што сазна да поседује надљудске супер моћи, обузме зло које га примора да одбаци своју људску страну и крене да терорише све људе око себе.
Снимање филма најављено је као ненасловљени пројекат током децембра 2017. године, док је отпочето у марту 2018. године, а завршено је током маја исте године у Џорџији. Продуцент филма био је Џејмс Ган који се претходно прославио улогом режисера у филмовима Чувари галаксије и његовом наставку Чувари галаксије 2, док су сценарио написали његови рођаци, браћа Брајан Ган и Марк Ган. Премијерно је реализован у биоскпе САД 24. маја 2019. године, и успео је да заради на територији САД и Канаде 17.3 милиона $, док се зарада са осталих територија процењује на 15.5 милиона $, тако да је укупна зарада од филма 32.8 милиона $.
Добио је релативно помешане коментаре од стране критичара који су углавном тврдили да је проблем код филма то што није испунио пун потенцијал своје премисе, неки су са друге стране тврдили да иако не представља званично филм о Супермену, приказује гледаоцима причу о настанку Кларка Кента, пре него што радња скрене у потпуно другом правцу. У јуну 2019. године продуцент, Џејмс Ган, потврдио је да су у току преговори о наставку филма, али и да је презаузет око режирања филмова Чувари галаксије 3 и Одред отписаних: Нова мисија, док је у августу исте године глумац Џексон Дан у једном интервјуу изјавио да би био заинтересован да понови своју улогу Брендона Брајера и у наставку.

## Радња
После дуге и тешке борбе са стерилитетом, Торин сан о мајчинству остварује се доласком тајанственог дечака. Брендон на први поглед делује као дете које има све особине о којима су Тори и њен супруг Кајл одувек маштали: паметан, талентован и знатижењан у намери да истражи свет око себе. Међутим, како се Брендон ближи пубертету, чини се да се у њему буде зле и моћне силе таме, а Тори почињу да обузимају страшне сумње о свом сину. Једном када Брендон почне да реагује на утицај мрачних сила, његови најближи ће се наћи у великој опасности, а чудотворно дете за пример, какав је раније био, почеће да се претвара у незаустављиво зло...

## Улоге
| Глумац                | Улога                    |
| --------------------- | ------------------------ |
| Елизабет Бенкс        | Тори Брајер              |
| Дејвид Денман         | Кајл Брајер              |
| Џексон А. Дан         | Брендон Брајер/Брајтберн |
| Мередит Хагнер        | Мерили Мекникол          |
| Мет Џоунс             | Ноа Мекникол             |
| Беки Калстром         | Ерика                    |
| Еми Хантер            | Кејтлин                  |
| Грегори Алан Вилијамс | шериф                    |
| Абрахам Клинкскејлс   | Ројс                     |
| Теренс Роузмор        | наставник физичког       |
| Стефен Блекхарт       | Травис                   |